# Акра (тврђава)
Акра (из стгрч. Ἄκρα, хебр. חקרא, חקרה Хакра(х) ), са значењем „упориште“, било је место у Јерусалиму за које се сматра да је обухватало утврђење које је саградио Антиох IV Епифан, владар Селеукидског царства, након што је опљачкао град у 168. н.е. Име Акра је такође касније коришћено за градску четврт која је повезана са до тада уништеном тврђавом, познатом у његово време по Јосифу Флавију (1. век н. е.) и као Акра и као „доњи град“. Тврђава је одиграла значајну улогу у догађајима у Макабејском устанку, који је резултирао формирањем Хасмонејског краљевства. „Горњи град“ је заузео Јуда Макавеј, а селеукидски гарнизон се склонио у „Акру“ испод, а задатак да уништи ово последње непријатељско упориште унутар Јерусалима пао је на Симона Тасија. Наше сазнање о Акри заснива се скоро искључиво на Јосифовим списима, који су каснијег датума, и у Првој и Другој књизи Макабејаца, које су написане недуго након описаних догађаја.
Тачна локација Акре у Јерусалиму, па чак и значење термина – тврђава, утврђено насеље унутар града или комплекс са повезаном тврђавом – је од кључног значаја за разумевање хеленистичког Јерусалима, али остаје предмет дискусије. Чињеница да је Јосиф Флавије користио име наизменично са 'доњи град'  свакако не помаже. Историчари и археолози су предложили различита места око Јерусалима, ослањајући се у почетку углавном на закључке извучене из књижевних доказа. Овај приступ је почео да се мења у светлу ископавања која су почела касних 1960-их. Нова открића су подстакла поновну процену древних књижевних извора, географије Јерусалима и раније откривених артефаката. Новије теорије комбинују археолошке и текстуалне доказе и фаворизују локације у близини Храмовне горе и јужније, али постоје и алтернативне теорије.
Старогрчки израз акра коришћен је за описивање других утврђених објеката током хеленистичког периода. Акра се често назива селеукидска Акра, како би се разликовала од два друга локалитета, птолемејског Барис који се такође назива акра и од касније градске четврти Јерусалима која је наследила име Акра.

## Историја

### Почетак
Након смрти Александра Великог 323. пре нове ере, Келесирија је била спорна између Птолемејског краљевства у Египту и Селеукидског царства са седиштем у Сирији и Месопотамији. Победа селеукидског цара Антиоха III Великог над Египтом у бици код Панијума довела је Келесирију под контролу Селеукида. Јеврејско становништво Јерусалима је помагало Антиоху током његове опсаде Бариса, утврђене базе јерусалимског египатског гарнизона. Њихова подршка је награђена повељом којом се потврђује верска аутономија Јевреја, укључујући забрану странцима и нечистим животињама у просторима другог Храма, и издвајањем званичних средстава за одржавање одређених верских ритуала у Храму. Упркос томе што им је била дозвољена верска слобода, многи Јевреји су били намамљени и усвојили елементе престижног и утицајног грчког начина живота. Империјална култура је понудила пут ка политичком и материјалном напретку, а то је довело до формирања хеленистичке елите међу јеврејском популацијом. Хеленизација је произвела тензије између посматрачких Јевреја и њихове браће која су асимиловала грчку културу.
Антиох IV Епифан је ступио на престо Селеукида 175. године п. н. е. Убрзо након тога, Јасон је затражио од Епифана да буде постављен на положај Првосвештеника Израела — дужност коју је заузимао његов брат Они III. Јасон, који је и сам био потпуно хеленизован, такође је обећао да ће повећати данак који плаћа град и да ће унутар њега успоставити инфраструктуру грчког полиса, укључујући гимназију и ефебион. Јасонова молба је одобрена, али након 42-месечне владавине Антиох га је збацио и приморао да побегне у Амон. У међувремену, Антиох IV је покренуо две инвазије на Египат, 170. године пре нове ере и поново 169 пре нове ере, и разбио птолемејску војску. Антиохове победе биле су кратког века. Његова намера да уједини Селеукидско и Птолемејско краљевство узнемирила је римску државу која се брзо ширила, која је захтевала од њега да повуче своје снаге из Египта. Када је Антиох био ангажован у Египту, у Јерусалиму се проширила лажна гласина да је убијен. У неизвесности која је уследила, Јасон је окупио силу од 1.000 следбеника и покушао да на јуриш заузме Јерусалим. Иако је напад одбијен, када је вест о борбама стигла до Антиоха у Египту, он је сумњао да су његови јудејски поданици искористили његов неуспех као прилику за побуну. Године 168 п.н.е, Антиох IV Епифан је кренуо даље и опљачкао Јерусалим, пљачкајући храмску ризницу и убијајући хиљаде његових становника. Преокренувши политику свог оца, Антиох IV је издао декрете о забрани традиционалних јеврејских обреда и прогону Јевреја. Храмски ритуали су укинути, јеврејско поштовање шабата и обрезање забрањено.

### Конструкција
Да би учврстио своју власт у граду, пратио догађаје на гори храма и заштитио хеленизовану фракцију у Јерусалиму, Антиох је стационирао селеукидски гарнизон у граду:
Затим су утврдили Давидов град великим јаким зидом и јаким кулама, и он је постао њихова тврђава. И тамо ставише грешни народ, безаконике. Ови су ојачали своју позицију; сакупили су оружје и храну, и сакупили плен јерусалимски, тамо су га похранили и постали велика замка. Постала је заседа против светиње, зли противник Израела непрестано.

1 Макабејци 1:33–36.
Име Акра потиче од грчке речи акропољ и означавало је узвишено утврђено место са погледом на град. У Јерусалиму је та реч симболизовала антијеврејски паганизам: тврђаву „безбожних и злих“. Доминирајући и градом и околним селима, окупирао га је не само грчки гарнизон већ и њихови јеврејски савезници.
Селеукидско потискивање јеврејског религиозног живота наишло је на значајан отпор међу домородачким становништвом. Док је Антиох био заузет на истоку током 167. г пре нове ере, сеоски свештеник, Мататијас из Модина, подигао је побуну против царства. Ни селеукидска администрација ни локална хеленизована фракција нису успели да схвате величину побуне. Године 164 п.н.е Јуда Макавеј је ослободио Јерусалим и поново осветио Храм. Иако је околни град пао, Акра и њени становници су издржали. Макабејци су опсели тврђаву, чији су становници упутили апел селеукидском краљу (сада Антиоху V) за помоћ. Селеукидска војска је послата да угуши побуну. Када је опсадом Бет-Зура, Макавеј је био приморан да напусти опсадом Акре и суочи се са Антиохом у борби. У следећој бици код Бет-Захарије, Селеукиди су извојевали прву победу над Макабејцима, а Макабеј је био приморан да се повуче. Поштеђена капитулације, Акра је опстала као селеукидско упориште још 20 година током којих је издржала неколико покушаја Хасмонејаца да истисну грчки гарнизон.

### Уништење
Јуда је убијен 160. године пре нове ере, а наследио га је његов брат Јонатан Алфус, који је покушао да изгради баријеру да пресече линију снабдевања Акре. Јонатан је већ прикупио људство потребну за тај задатак када је био приморан да се суочи са инвазијском војском селеукидског генерала Диодота Трифона у Бет Шеану (Скитопољ). Пошто је позвао Јонатана на пријатељску конференцију, Трифон га је ухапсио и убио. Јонатана је наследио други брат Симон, који је опседао и коначно заузео Акру 141. п. н. е.
Два извора пружају информације о коначној судбини Акре, иако су њихови извештаји на местима контрадикторни. Према Јосифу, Симон је сравнио Акру након што је протерао њене становнике, а затим је ископао брдо на којем је стајала да би га учинио нижим од храма, очистио град од његовог злог сећања и ускратио га сваком будућем окупатору Јерусалима. Извештај који се појављује у 1. Макабејској представља другачију слику:
А Симон је одредио да сваке године славе овај дан са радошћу. Он је ојачао утврђења на брду храма уз цитаделу, и он и његови људи су ту живели.

1 Макавејци 1:33–36.
Дакле, у овој верзији, Симон није одмах срушио Акру, већ ју је заузео и можда је чак и сам боравио у њој. 1 Макабејци не помињу његову коначну судбину. Тврђава је изграђена као интерни контролни пункт за надгледање и контролу Јерусалима и његовог становништва. Да се налази у Давидовом граду, као што се већина научника слаже, његова локација би веома мало допринела одбрани Јерусалима од спољних претњи. Можда је изашао из употребе и растављен је крајем 2. века пре нове ере након изградње Хасмонејског Бариса и Хасмонејске палате у горњем граду Јерусалима.
Безалел Бар-Кочва нуди другачију теорију: Акра је још увек стајала 139. године пре нове ере, када је Антиох VII Сидет то захтевао назад од Симона, заједно са Јафом и Гезером, два хеленизована града која је Симон заузео. Симон је био вољан да разговара о два града, али није споменуо Акру. У овом тренутку он је сигурно запечатио његову судбину, као начин да се Селеукидима ускрати било каква будућа права на Јерусалим. Тако, када је Антиох VII је покорио град током владавине Хиркана I, сваки од његових захтева је био испуњен - осим оног који је захтевао стационирање селеукидског гарнизона у граду. Хиркан је можда могао да одбије, а Антиох да одустане, овај захтев јер није било где да се смести гарнизон, пошто Акра више не би стајала. Ово објашњење смешта разарање Акре негде у 130-те п.н.е.

### Акра током Првог јеврејско-римског рата
Јосиф Флавије описује Акру, или „Доњи град“, током избијања Првог јеврејско-римског рата . Он обзнањује међусобну борбу између две јеврејске фракције, оне коју је предводио Јован од Гишале који је контролисао Храмску гору и део Доњег града, укључујући Офел и долину Кидрона, и друге коју је водио Симон Бар Гиора који је контролисао цео „Горњи град“ где је направио своје место боравка у Фасаеловој кули, као иу великом делу куле ] зид у долини Кедрона и извор Силоам. На крају, када је римска војска заузела Доњи град (Акру), запалила је све његове куће. Палата адијабенске краљице Хелене, прозелите јудаизма, раније се налазила усред Акре.

## Локација
Локација првобитне утврђене структуре познате као Акра је важна за разумевање како су се одвијали догађаји у Јерусалиму током борбе између макабејских и селеукидских снага. Ово је био предмет дебате међу савременим научницима. Од средине 1970-их, потрага је била усредсређена на три области јужно од претпостављене локације Другог храма, који је сада обележен Куполом на стени. То су, од севера до југа, области које је касније прекривало иродовско проширење еспланаде храма; Офел; и цело југоисточно брдо познато као Давидов град, са тврђавом на његовом северном крају.
Ствари компликује чињеница да се Јосифова Акра може схватити и као назив утврђене грађевине и као назив стамбене области у Јерусалиму током његовог времена, касног периода Другог храма, названог по тврђави. Ову област он такође назива „Доњи град“, и данас одговара деловима Силвана укључујући Давидов град и разликује се од „Горње пијаце“ (хебр. שוק העליון), такође познат као „Горњи град“, као и из новијег предграђа познатог као Безета („Нови град“). Јосиф нам говори да је област позната као Акра изграђена је на брду у облику рогатог месеца. „Долина произвођача сира“ (Тиропеон) одвојила је њено брдо од суседног подручја познатог Јосифу као Горњи град.
Локација „доњег дела града“, који се на другим местима назива „Доњи град“, у време Јосифа Флавија (1. век н.е.) је прихваћено да буде југоисточно брдо Јерусалима, првобитни урбани центар традиционално познат као Давидов град. Међутим, јужно од Брда Храма, данас изложено подручје знатно је ниже од саме Горе. Врх планине је око 30 метара изнад нивоа земље на јужном потпорном зиду каснијег проширења ограђеног простора Храма из Иродијанског доба . Надморска висина се смањује јужно од ове тачке. Јосиф Флавије, родом из Јерусалима, био је добро свестан овог неслагања, али је ипак у стању да га објасни описујући како је Симон срушио и Акру и брдо на коме је стајала. Археолошка истраживања јужно од Брда храма, међутим, нису успела да лоцирају никакве доказе за тако велико вађење камена. Напротив, ископавања у региону открила су значајне доказе о настањености од почетка првог миленијума пре нове ере до римског доба, доводећи у сумњу сугестију да је током хеленистичког времена подручје било знатно веће него што је било у време Јосифа Флавија или да је велико брдо било очишћено. Ово је навело многе истраживаче да занемаре Јосифов извештај и његово постављање у Акру и предложе неколико алтернативних локација. Од 1841. године, када је Едвард Робинсон изнео тезу да је подручје у близини Цркве Светог гроба место где је била Акра, предложено је најмање девет различитих локација у и око Старог града Јерусалима.

### Јужно од Храма

#### Утврђено насеље у Давидовом граду
Доступни извори указују на то да је Акра стајала јужно од храма, а пошто је 1. Макабејци истовремени извештај о побуни Макабејаца, њен извештај о Акри (1:35–38) сматра се најпоузданијим. Јосиф Флавије даје мало вероватан извештај о рушењу брда на којем је стајала Акра, али његов опис краја Велике побуне (70. н.е.) пружа додатне доказе да се налази јужно од Брда храма:
али су следећег дана запалили складиште архива, Акру, зграду савета и место звано Офлас; у то време пожар се проширио чак до палате краљице Јелене, која се налазила усред Акре;

Јосиф Флавије, Рат Јевреја, 6:354
Како су све друге грађевине које се помињу у извештају стајале на југу у Доњем граду, то такође поставља Акру тамо. Овај извештај сведочи о постојању назива „Акра“ у овом делу Јерусалима много година након што је хеленистичка власт окончана и његове тврђаве су збачене, а такође се може видети да се односи не на посебну зграду, већ на читав регион града. Заиста, неколико клаузула у 1. Макабејској може се читати као да истичу сличну поенту:
Око пет стотина људи из Никанорове војске пало је, а остали су побегли у Давидов град— 1 Макабејци 7:32.
Ово сугерише да је, након што је Антиох заузео Јерусалим IV 168. године пре нове ере, бар део Давидовог града јужно од Брда храма поново је изграђен као утврђена хеленистичка четврт Јерусалима. Више од тврђаве, била је то македонска колонија у којој су живели јеврејски одметници и присталице новог режима. Ово такође поткрепљују археолошки докази, укључујући ручке родијских амфора и 18 кутијастих гробова пронађених на источној падини Давидовог града. Потоњи су датирани у рани 2. век н.
А у његовим данима ствари су напредовале у његовим рукама, тако да су незнабошци били протерани из земље, као и људи у Давидовом граду у Јерусалиму, који су себи саградили тврђаву [грчки: Акра] из које су излазили и оскврњавали околину светиње и наносили велику штету њеној чистоти.— 1 Макабејци 14:36.

#### Цитадела повезана са комплексом
Чак и када би се назив „Акра“ применио на читав хеленистички кварт, а не само на тврђаву, вероватно би у оквиру тог комплекса стајала цитадела која би смештала македонски гарнизон који га је заузимао. Било је нормално да хеленистички град има утврђено упориште на или близу највише тачке свог окруженог зидинама. Дакле, било да је део веће енклаве или независно од околине, цитадела је вероватно стајала на северном делу Давидовог града, јужно од Брда храма. Археолози су покушали да искористе налазе са ископавања спроведених у том подручју како би прецизно одредили локацију ове цитаделе.
На југоисточном углу Брда храма
Јорам Цафрир је покушао да Акру постави испод југоисточног угла каснијег, Иродијанског храма, ограђеног простора. Цафрир указује на прави вертикални шав у источном зиданом зиду ограђеног простора као доказ различитих периода изградње. Северно од шава је рани део зида изграђен од великих камених блокова. Ови блокови имају лица са исцртаним маргинама око истакнутог боса и положени су у хомогене слојеве заглавља и носила, један изнад другог. Овај стил градње је хеленистички и разликује се од херодијанске конструкције која се види јужно од шава. Иако је тачно датовање ове конструкције неизвесно, Цафрир верује да је то остатак темеља Акре који су касније уграђени у проширење платформе Храма које је направио Ирод Велики. Као додатни доказ, Тзафрир такође указује на значајну сличност између грађевинских метода очигледних северно од шава, укључујући употребу камења у облику трапеза, са методама коришћеним у селеукидском граду Перги у Малој Азији. 1. Макабејци 1:30 приписује изградњу Акре Аполонију, Антиоху III-ов „главни колекционар“ ( хебр. שר-המיסים, Сар Хамиссим), што се чини да је античи погрешан превод или његова оригинална титула као поглавица (хебр. שר) Мисијана, народа Мале Азије.
Неколико цистерни испод Иродијанске храмске планине такође је предложено као могући остаци селеукидске цитаделе. Ово укључује 3.200.000 литара цистерна у облику слова Е, чија се северна ивица налази уз предложену јужну линију подручја Темпле Моунт пре њеног иродовског проширења. Ово је идентификовано као „бе'ер хакар“ или „бор хекер“ који се помиње у Мишни, Ерубин тракт 10.14, и обично се преводи, можда погрешно, као „хладни бунар“.
Јужно од капија Хулдах
Меир Бен-Дов је веровао да Акра стоји јужно од капија Хулдах на јужном зиду платформе Иродијанске храмске планине. Ископавања Офела из 1968. и 1978. године Бењамина Мазара, области која се налази уз јужни део платформе, открила су темеље масивне структуре и велике цистерне, а оба вероватно датирају из хеленистичког периода. Они су условно идентификовани као остаци Акре, са структуром, која садржи низове малих међусобно повезаних просторија, за које се верује да су остаци касарне. Они су били срушени и дограђени током Хасмонејског периода, што се поклапа са описима у Јосифу. Хасмонејске конструкције су, заузврат, сравњене како би се створио јавни трг испред главних капија платформе храма током Иродијанске реновације.
Ископ приликом изградње паркинга Гивати
У новембру 2015. Израелска управа за антиквитете (IAA) објавила је могуће откриће древног локалитета, што су повезали са Акром. Приликом ископавања паркинга Гивати југозападно од Брда храма и северозападно од Давидовог града, археолози Дорон Бен-Ами, Јана Чехановец и Саломе Коен су тврдили да се комплекс просторија и утврђених зидова који су ископали треба поистоветити са Акром која се помиње у литерарним изворима. Ова идентификација би га, међутим, поставила мало јужније од претходно предложених локација за структуру на Офелу. Међу налазима су зидови утврђења, караула димензија 4 пута 20 метара и глацис. На локалитету су откривени бронзани врхови стрела, оловне прамене и камење балиста, са утиснутим трозубом, амблемом Антиоха IV Епифана. Ово указује на војну природу локације и напоре да се она заузме. Ископавања су такође дала новчиће из времена владавине Антиоха IV до Антиоха VII, као и мноштво жигосаних дршки родовских амфора.
Лин Ритмајер је сумњала у локацију Гиватија због тога што је била прениско на брду да би се видела брда храма, како је описано у књижевним изворима.

### Северно од Храма
Акра није била прво хеленистичко упориште у Јерусалиму. Извори указују да је ранија цитадела, Птоломејев Барис, такође заузимала локацију која је гледала на подручје храма. Иако се још увек расправља о тачној локацији Бариша, опште је прихваћено да је стајао северно од Брда храма на месту које је касније заузела тврђава Антонија. Барис је пао Антиоху III на прелазу из 2. века пре нове ере и одсутан је у свим извештајима о Макабејској побуни. Упркос наративима по којима је Акра изграђена у веома кратком временском периоду, она је ипак била довољно страшна да издржи дуге периоде опсаде. Ови фактори, заједно са референцама у којима је и сам Барис назван акра, навели су неке да сугеришу да су Барис и Акра заправо била иста структура. Иако се чини да и 1. Макабејци и Јосиф Флавије описују Акру као нову грађевину, то можда није био случај. Антикуитиес of the Јевс 12:253 може се превести тако да даје осећај да су „безбожници или зли“ „остали“ а не „настањени“ у цитадели, што би се могло узети да значи да је Акра стајала пре побуне и да је само македонски гарнизон био нов.
Коен Декостер предлаже да је Јосиф Флавије писао о „цитадели у доњем делу града“ публици која би била упозната са Јерусалимом из 1. века н. Пошто се Јосифов римски Јерусалим већ проширио до вишег западног брда, „цитадела у доњем граду“ се могла односити на било шта што се налази источно од долине Тиропеон, укључујући Антонију која је стајала северно од Храма и која се заиста уздизала изнад и доминирала њиме. По његовом мишљењу, ово је место које је Јосиф Флавије морао имати на уму када је писао о Акри.
Противници северне локације тврде да ово место није поткрепљено историјским изворима и да би то удаљило Акру од насељеног центра Јерусалима. За разлику од својих претходника и наследника цитадела, није била замишљена као одбрана од спољне претње, већ радије да надгледа насељене јеврејске делове града, што је улога која није компатибилна са предложеном северном локацијом.

### Западно брдо
Неколико истраживача је покушало да смести Акру у Горњи град на западном брду Јерусалима, унутар подручја које тренутно заузима Јеврејска четврт Старог града. Ови предлози настоје да лоцирају Акру унутар Антиохије, хеленистичког полиса основаног у Јерусалиму према 2. Макабејцима. Овај нови град би по плану био хиподамски и стога би захтевао раван терен, што само одговоара локацији западног брда. Штавише, источна ивица брда је у близини брда храма и на вишем је надморској висини — две карактеристике које се приписују цитадели Селеукида.
Противници ове предложене локације истичу да постоји врло мало археолошких или историјских доказа који подржавају успостављање хеленистичког полиса у Јерусалиму, а камоли да се налази на западном брду за које се чини да је током хеленистичког периода било ретко насељено. Ископавања у данашњој јеврејској четврти показују доказе о настањености из периода Првог храма, као и о обновљеном насељу Хасмонејаца и Херодијана, али оскудни докази о хеленистичкој окупацији. Истраживања о распрострањењу жигосаних дршки родијских амфора открила су да је преко 95% дршки пронађених у Јерусалиму ископано из Давидовог града, што указује да се град још није проширио на западно брдо током селеукидске владавине. Штавише, западно брдо је одвојено од Брда храма и Давидовог града стрмом долином Тиропеон — што је изразит тактички недостатак за било коју силу која је можда била потребна да интервенише у догађајима унутар храмских области или густо насељених источних делова Јерусалима.

## Могуће сродан натпис
Додатни докази о постојању Акре могу доћи из случајног открића, које је објавио Шимон Еплбом, фрагментарног грчког натписа у Старом граду Јерусалима. Натпис је фрагмент са врха стеле од пешчара и садржи оно што би могло бити заклетву војника стационираних у Акри, иако је читање имена „Акра“ у тексту оспорено.